# Spoorlijn Mülheim-Speldorf - Niederlahnstein
De spoorlijn Mülheim-Speldorf - Niederlahnstein, onderdeel van de Rechter Rheinstrecke, is een Duitse spoorlijn en als DB 2324 onder beheer van DB Netze.

## Geschiedenis
Het traject werd door Rheinischen Eisenbahn-Gesellschaft tussen 1869 en 1874 geopend.

## Treindiensten
De Deutsche Bahn verzorgt het personenvervoer op dit traject met RE- en RB-treinen.
| Serie | Treinsoort                      | Route | Bijzonderheden     |
| ----- | ------------------------------- | --- | ------------------ |
| RE 8  | Regional-Express (DB Regio NRW) | Mönchengladbach Hbf – Rheydt Hbf – Grevenbroich – Köln Hbf – Porz (Rhein) – Bonn-Beuel – Unkel – Koblenz Hbf                                  | Rhein-Erft-Express |
| RB 27 | Regionalbahn (DB Regio Südwest) | Mönchengladbach Hbf – Rheydt Hbf – Rommerskirchen – Köln Hbf – Troisdorf – Bonn-Oberkassel – Bad Honnef (Rhein) – Erpel (Rhein) – Koblenz Hbf | Rhein-Erft-Bahn    |
| RB 37 | Regionalbahn (DB Regio NRW)     | Duisburg Hbf – Duisburg-Wedau – Duisburg-Bissingheim – Duisburg-Entenfang                                                                     | Der Wedauer        |

## Aansluitingen
In de volgende plaatsen is of was er een aansluiting op de volgende spoorlijnen:
Mülheim (Ruhr)-Speldorf
DB 2325, spoorlijn tussen Mülheim-Speldorf en Mülheim-Broich
DB 2505, spoorlijn tussen Krefeld en Bochum
Duisburg-Wedau
DB 2320, spoorlijn tussen Duisburg-Wedau en Oberhausen-Osterfeld Süd
DB 2321, spoorlijn tussen Duisburg-Wedau en Oberhausen West
DB 2322, spoorlijn tussen Duisburg-Wedau en Duisburg-Hochfeld Süd
DB 2326, spoorlijn tussen Duisburg-Bissingheim en Duisburg Hauptbahnhof
DB 2329, spoorlijn tussen Duisburg-Wedau en Duisburg-Entenfang
aansluiting Tiefenbroich
DB 2405, spoorlijn tussen aansluiting Tiefenbroich en aansluiting Anger
Ratingen West
DB 2404, spoorlijn tussen Ratingen West en Wülfrath
Düsseldorf-Rath
DB 11, spoorlijn tussen Düsseldorf-Rath en Düsseldorf Rheinisch
DB 13, spoorlijn tussen Düsseldorf-Rath en Düsseldorf-Lierenfeld
DB 2400, spoorlijn tussen Düsseldorf en Hagen
aansluiting Hardt
DB 2420, spoorlijn tussen Düsseldorf-Gerresheim en aansluiting aan Hardt
DB 2421, spoorlijn tussen de aansluiting Fortuna en de aansluiting aan Hardt
Düsseldorf-Eller
DB 19, spoorlijn tussen aansluiting Flingern en Düsseldorf-Eller
DB 2413, spoorlijn tussen Düsseldorf-Eller en Düsseldorf Hbf
DB 2418, spoorlijn tussen Düsseldorf-Eller en aansluiting Sturm
DB 2676, spoorlijn tussen Düsseldorf-Eller en Hilden
Hilden
DB 2671, spoorlijn tussen Hilden en Solingen
DB 2672, spoorlijn tussen Hilden en aansluiting Schützenstraße
DB 2673, spoorlijn tussen Hilden W 56 en Hilden W 62
DB 2676, spoorlijn tussen Düsseldorf-Eller en Hilden
Opladen
DB 2674, spoorlijn tussen Opladen en aansluiting Werkstätte
DB 2700, spoorlijn tussen Wuppertal-Oberbarmen en Opladen
DB 2730, spoorlijn tussen Gruiten en Köln-Mülheim
Köln-Mülheim
DB 2665, spoorlijn tussen Köln-Kalk Nord en aansluiting Berliner Straße W48
aansluiting Mülheimerkreuz
DB 42, spoorlijn tussen Mülheimerkreuz en Mülheim Güterbahnhof
Köln-Kalk Nord
DB 2641, spoorlijn tussen Köln Süd en Köln-Kalk Nord
DB 2665, spoorlijn tussen Köln-Kalk Nord en aansluiting Berliner Straße W48
DB 2666, spoorlijn tussen Köln-Kalk Nord en aansluiting Gremberg Süd
DB 2667, spoorlijn tussen Köln-Kalk Nord en aansluiting Vingst
DB 2669, spoorlijn tussen Köln-Kalk Nord en Köln-Mülheim
DB 9614, spoorlijn tussen Köln-Kalk Nord en Köln-Deutz Hafen
Gremberg
DB 2656, spoorlijn tussen aansluiting Köln Südbrücke en Gremberg
DB 2666, spoorlijn tussen Köln-Kalk Nord en aansluiting Gremberg Süd
DB 2690, spoorlijn tussen Keulen en Frankfurt
Troisdorf
DB 2651, spoorlijn tussen Keulen en Gießen
DB 2695, spoorlijn tussen Troisdorf Nord en Bonn-Oberkassel
DB 9611, spoorlijn tussen Troisdorf en Zündorf
Friedrich-Wilhelms-Hütte
DB 10, spoorlijn tussen Siegburg en Friedrich-Wilhelms-Hütte
DB 2695, spoorlijn tussen Troisdorf Nord en Bonn-Oberkassel
Bonn-Beuel
DB 2695, spoorlijn tussen Troisdorf Nord en Bonn-Oberkassel
DB 9613, spoorlijn tussen Beuel - Großenbusch
Bonn-Oberkassel
DB 8, spoorlijn tussen Bonn en Oberkassel
DB 2695, spoorlijn tussen Troisdorf Nord en Bonn-Oberkassel
Unkel
DB 3009, spoorlijn tussen Unkel en de aansluiting Kripp
Linz
DB 3033, spoorlijn tussen Linz en Flammersfeld
Neuwied
DB 3011, spoorlijn tussen Neuwied en Koblenz Mosel Güterbahnhof
lijn tussen Neuwied en Augustenthal
Engers
DB 3017, spoorlijn tussen Engers en de aansluiting Neuwied Rheinbrücke
DB 3032, spoorlijn tussen Engers en Au
aansluiting Pfaffendorf
DB 3031, spoorlijn tussen aansluiting Koblenz-Pfaffendorf en aansluiting Horchheimerbrücke
Niederlahnstein
DB 3507, spoorlijn tussen Wiesbaden Ost en Niederlahnstein
DB 3710, spoorlijn tussen Wetzlar en Koblenz

## Elektrische tractie
Het traject werd geëlektrificeerd met een wisselspanning van 15.000 volt 16⅔ Hz.